# Caspar Vogt von Wierandt
Caspar von Wierandt gen. Vogt (auch Caspar Vogt von Wierandt, Caspar Vogt, in neuerer Literatur auch Caspar Voigt von Wierandt, * um 1500; † 22. Dezember 1560 in Dresden) war ein Dresdner Festungsbaumeister.

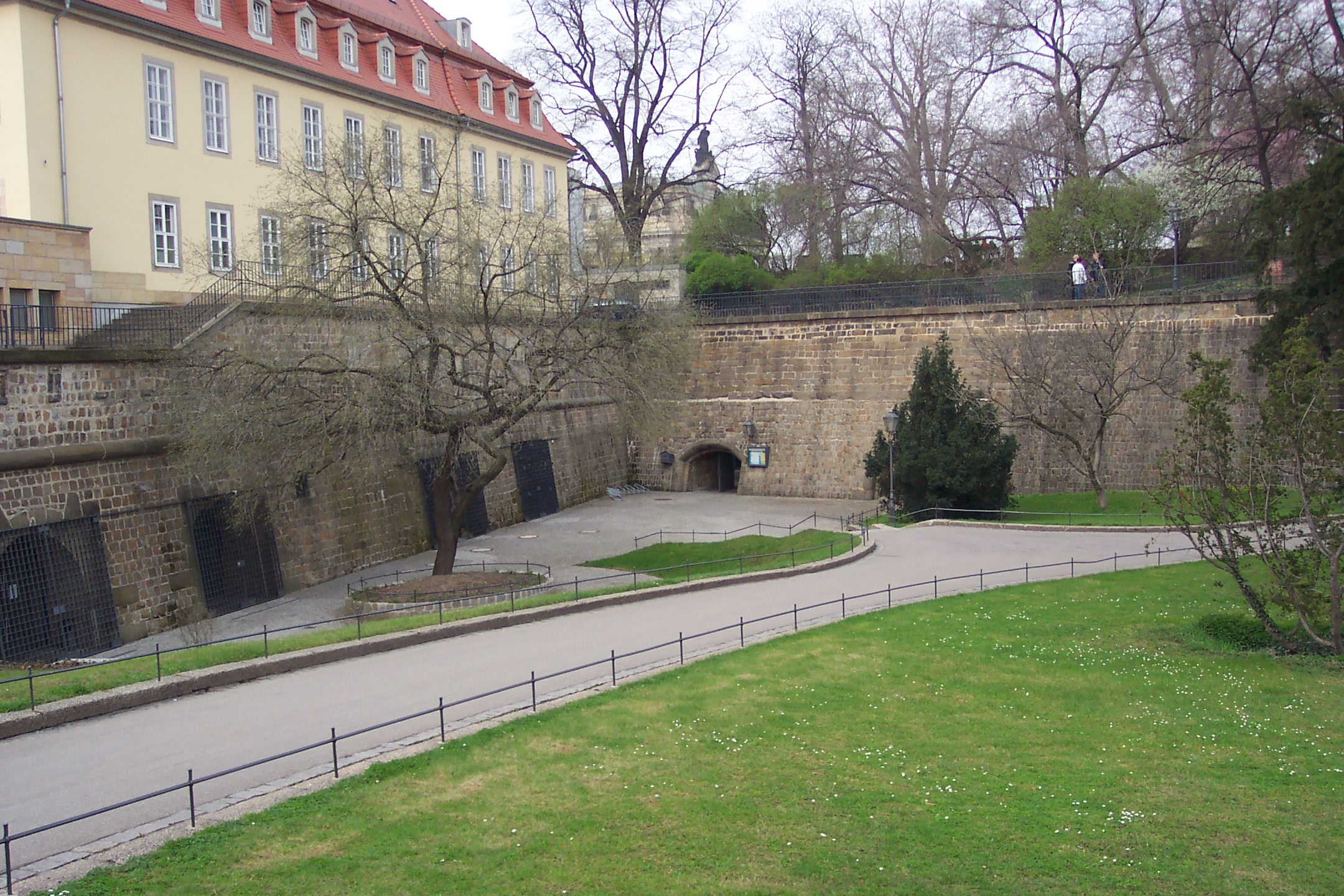
Bärenzwinger, Teile der alten Festungsanlage

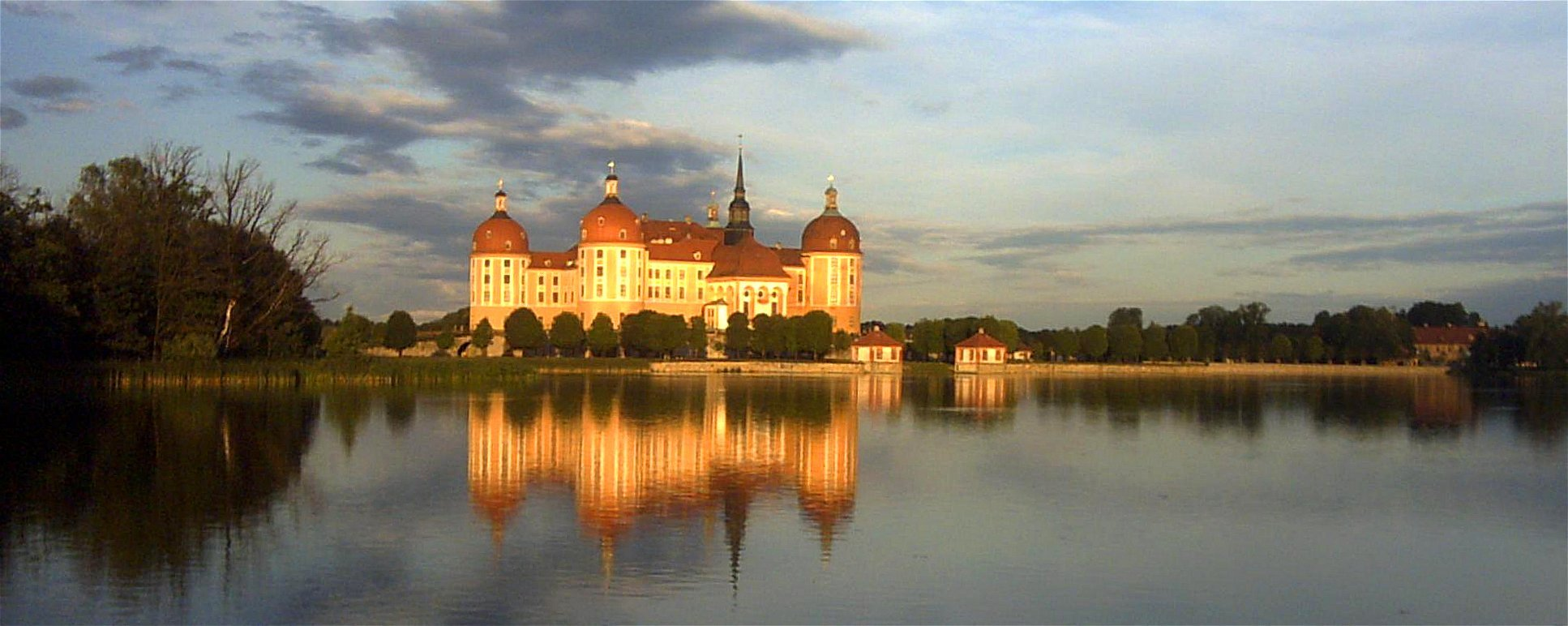
Schloss Moritzburg

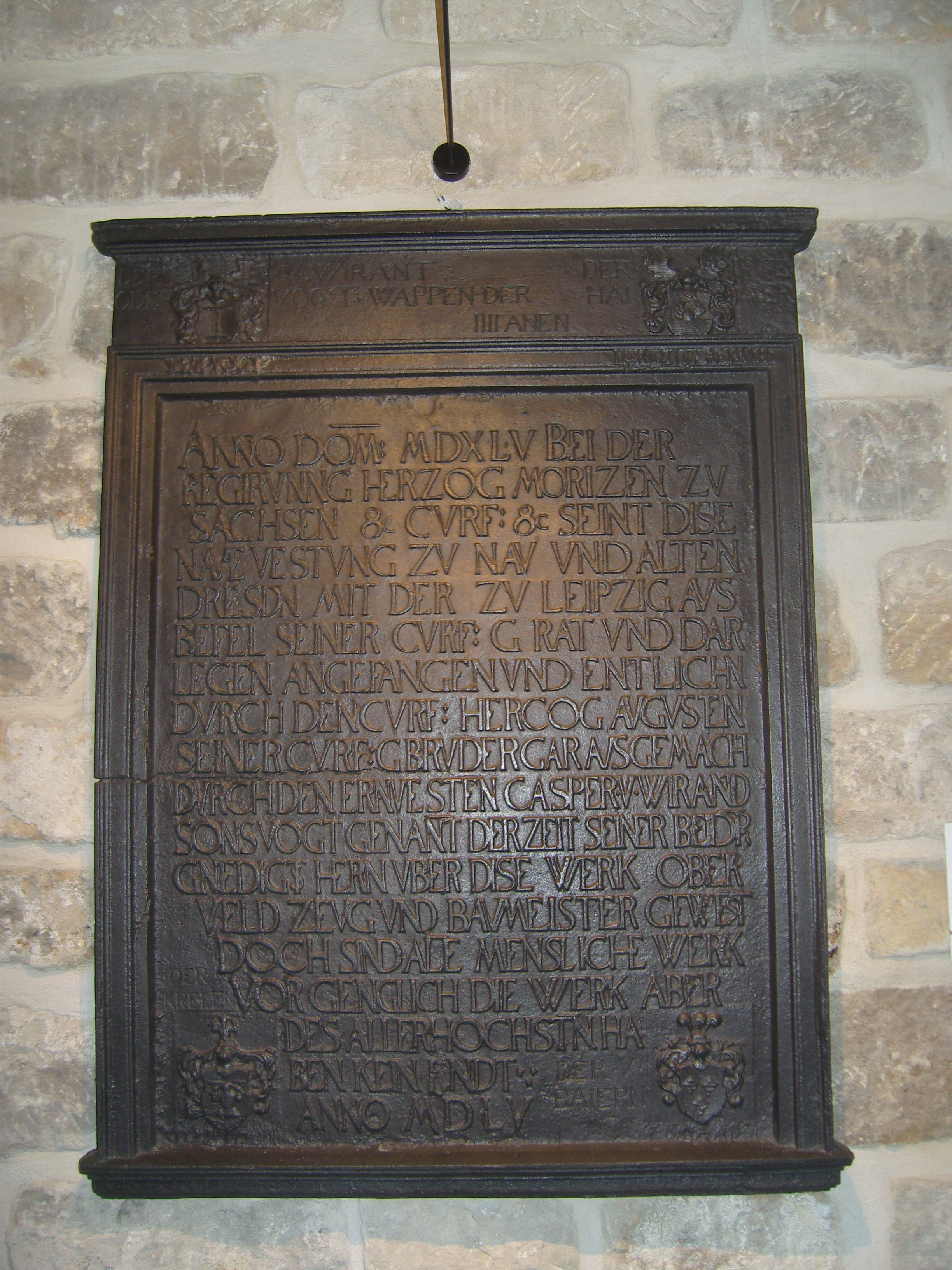
Kopie der Grabplatte des Caspar Vogt von Wierandt in der Piatta Forma in Dresden (Caspar v Wirand sons Vogt genant)

## Leben
Im Jahr 1541 wurde Vogt von Wierandt in den Dienst der sächsischen Kurfürsten als Zeugmeister eingestellt. 1545 wurde er „Oberzeugmeister und Baumeister über den Festungsbau“. Von ihm stammen die Pläne für den 1546 begonnenen Umbau der Dresdner Befestigungsanlagen nach niederländisch-italienischem Vorbild, dazu gehört unter anderem der Ausbau des Ziegeltors, des Elbtors auf der Elbbrücke und des Salomonistors. Ausgeführt wurden die Arbeiten zum Teil von Melchior Trost. Kurfürst Moritz beauftragte 1547 Vogt von Wierandt mit dem Umbau des Dresdner Residenzschlosses in ein Renaissanceschloss, hier vor allem der Große Schlosshof, der Treppenturm, der Riesensaal und das Große Haus. 1559 plante er den Bau des Dresdner Zeughauses, des späteren Albertinums.
Aber auch zivile Bauten sind von ihm bezeugt, so projektierte Vogt von Wierandt eine hölzerne Röhrfahrt, die als Hochplauensche Wasserleitung 1542 vom Weißeritzufer (Hochplauensches Wasserhaus) im damaligen Dorf und heutigen Stadtteil Plauen bis ins Dresdner Stadtzentrum führte. 1542 bis 1544 baute Vogt von Wierandt die mittelalterliche Burg in Senftenberg zu einer vierflügligen Schlossanlage um. Diese ließ er durch einen Erdwall mit vier Bastionen schützen. Dadurch erhielt das Kurfürstentum Sachsen im Nordosten des Reiches eine Grenzbefestigung.
Caspar Vogt von Wierandt starb 1560 und wurde auf dem alten Frauenkirchhof beigesetzt; die Gedächtnistafel ist heute im Stadtmuseum Dresden ausgestellt. Die Spuren von Vogt von Wierandt sind in vielen weiteren Orten Sachsens zu sehen, so am Schloss Moritzburg und Schloss Freudenstein.